# Ефект позитивності
«Ефект позитивності» належати до вікової тенденції, яка надає перевагу позитивним, а не негативним стимулам у когнітивній обробці. В цьому контексті, старші люди у своїх спогадах надають перевагу позитивній інформації перед негативною. Оскільки ефект був спочатку ідентифікований, а потім до нього була сформована концептуальна основа, у літературі з'явилося безліч досліджень і пов'язаних з ними результатів. За цей же період у ряді досліджень не виявлено вікових відмінностей у когнітивній обробці емоційного  матеріалу.

## Теорія вікового позитивного ефекту
Позитивний ефект полягає у наданні переваги позиттивним спогадам над негативними у когнітивній обробці. З моменту першого явного посилання на позитивний ефект у 2004 році (Kennedy et al., 2004) понад 100 рецензованих статей розглядали цю концепцію. Цей шквал наукових досліджень надав переважну підтримку базовій концепції та збагатив розуміння ролі емоцій у когнітивній обробці як у молодих, так і у старших людей.

## Операційне визначення та теоретична основа ефекту позитивності
Позитивний ефект спочатку був ідентифікований шляхом дослідження постулатів теорії соціально-емоційної вибірковості (socioemotional selectivity theory (SST)) та теорії мотивації тривалості життя (Carstensen, 1993, 2006; Carstensen et al., 1999). Відповідно до SST, основний набір цілей, які діють протягом усього дорослого життя, включає цілі, пов'язані з прихильністю та контролем, а також цілі, пов'язані з інструментальними потребами та емоційним задоволенням. Ключовий постулат SST полягає у тому, що відносна важливість змінюється залежно від майбутніх часових горизонтів. Оскільки хронологічний вік обернено пропорційний фактичному і передбачуваному часу, що залишився в житті, у бажаних цілях виникають систематичні вікові відмінності. Важливо відзначити, що, згідно з SST, вікові відмінності в ієрархії цілей відображають  майбутній час, який сприймається людиною більше, ніж час, що минув з народження (зокрема, хронологічний вік). Коли майбутнє видається довгим і туманним, як це зазвичай буває в юності, орієнтовані на майбутнє цілі, пов'язані зі збиранням інформації та розширенням горизонтів, мають пріоритет над емоційним задоволенням. Крім підкреслення змін цілей з віком, теорія передбачає, що коли молоді люди відчувають обмеженість у часі або старші люди сприймають майбутнє як відносно довге, вікові відмінності зменшуються або усуваються. Ряд емпіричних досліджень підтвердили це твердження (наприклад, Fredrickson and Carstensen, 1990; Fung et al., 1999; Fung and Carstensen, 2004).  Коли крихкість життя стає помітною через такі події, як 11 вересня, коли сталася епідемія ГРВІ в Гонконзі, вікові відмінності в соціально-емоційних цілях зникають (Fung and Carstensen, 2006) Аналогічно, в експериментальних умовах, відбувається розширення часових горизонтів, тоді цілі літніх людей дуже нагадують цілі молодшого покоління (Fung et al., 1999). Таким чином, вплив часових горизонтів на цілі добре встановлений. Теоретики SST стверджують, що вікові зміни цілей є адаптивними і відображають реальність, яку створює трансформація часових горизонтів. Теорія SST містить еволюційний компонент, який передбачає значні переваги для зміни цілей протягом життя. Зосередження на індивідуальних прагненнях на ранньому етапі життя та зосередження на емоційних цілях в процесі старіння , які зазвичай приносять користь родичам, покращує успіх виживання. Наприклад, наявність бабусь і дідусів підвищує шанси на виживання онуків у людей та деяких інших ссавців (Hawkes, 2003).
Теорія соціально-емоційної вибірковості стверджує, що тимчасові горизонти, що сприймаються, відіграють важливу роль у зрушеннях у мотивації. Коли майбутнє довге і невизначене, здобуття знань і дослідження допомагають підготувати людей до низки невизначених проблем, що насуваються попереду. Оскільки часові горизонти стають коротшими, цілі, орієнтовані на майбутнє, пов'язані з підготовкою до довгострокової перспективи, стають менш важливими, а цілі, орієнтовані на сьогодення, пов'язані з емоційним значенням, регуляцією емоцій та добробутом, набувають пріоритету.
Дослідники, які займалися вивченням потенційного впливу мотивації на когнітивну обробку інформації та подій, надали висновки, які показали, що молоді люди запам’ятовують негативну інформацію та події, що піддаються когнітивній обробці (Baumeister et al., 2001; Rozin and Royzman, 2001), а літні люди зазвичай віддають перевагу позитивніим подіям, які сталися в минулому. Справді, кілька ранніх досліджень виявили класичну перехресну взаємодію між віком та сприйняттям інформації та подій, що відбулися (наприклад, Mather et al., 2004; Mikels et al., 2005). Звичайно, перевага позитивного сприйняття може бути результатом посиленої або зменшеної обробки позитивної або негативної інформації. Навіть якщо літні люди більше уваги приділяють негативному, ніж позитивному, але приділяють значно менше уваги негативному, ніж молодші, модель концептуально має позитивний ефект.
Накопичені дані вказують на те, що позитивний ефект постійно виникає в усіх комбінацій посиленої або зменшеної позитивної та негативної інформації. У деяких дослідженнях вікові відмінності обумовлені більшою увагою молодих людей до негативних матеріалів (наприклад, дослідження у Charles et al., 2003; дослідження у Ready et al., 2007; Shamaskin et al., 2010). Інші дослідження показують відносно глибоку обробку позитивного матеріалу літніми людьми (наприклад, Isaacowitz et al., 2006b; дослідження у Mather and Knight, 2005). Декілька досліджень показують, що в той час, як літні та молоді люди звертаються до негативних стимулів більше, ніж позитивних, літні люди роблять це значно менше, ніж молоді люди (наприклад, Comblain et al., 2004; Kensinger et al., 2007).
Позитивний ефект було задокументовано в різних експериментальних парадигмах і широкому діапазоні стимулів, що також підтверджує стійкість ефекту. Дослідження зорової уваги з використанням точкового зонда та парадигм відстеження погляду показують, що в порівнянні з молодшими людьми літні люди спрямовують свій погляд на щасливі обличчя, а не на сердиті або сумні (Mather and Carstensen, 2003; Isaacowitz et al., 2006a). Позитивний ефект також проявляється у дослідженнях робочої пам'яті (Mikels et al., 2005), короткочасної пам'яті (Charles et al., 2003), автобіографічної пам'яті (Kennedy et al., 2004; Schlagman et al., 2006), і навіть помилкові спогади (Fernandes et al., 2008). У порівнянні з молоддю, літні люди віддають перевагу позитивним стимулам перед негативними в широкому діапазоні експериментальних досліджень, включаючи емоційно валентні зображення (Charles et al., 2003; Spaniol et al., 2008), списки слів (Piguet et al., 2008), обличчя людей які викликають емоції (Mather and Carstensen, 2003; Leigland et al., 2004) та досілідження, пов'язані зі здоров'ям (Shamaskin et al., 2010). Ефект не обмежений лише певним типом стимулів. Позитивний ефект також очевидний у прийнятті рішень. У порівнянні з молодими людьми, літні люди приділяють більше уваги позитивним, ніж негативним рішенням, при виборі серед лікарів і лікарень, автомобілів та споживчих товарів. У порівнянні з молодшими дорослими, люди похилого віку також запам'ятовують свій позитивний вибір — або непропорційно пригадують чи приписують позитивні атрибути обраним варіантам і негативні атрибути відхиленим варіантам (Mather and Johnson, 2000; Mather et. al., 2005; Löckenhoff and Carstensen, 2007, 2008).
Хоча більшість емпіричних результатів було інтерпретовано через призму SST, були запропоновані життєздатні альтернативні пояснення емпіричних даних. Зокрема, Labouvie-Vief et al., (2010) стверджує, що літні люди віддають перевагу позитивноій інформації, тому що негативна, у порівнянні, має більші когнітивні вимоги. Подібним чином, модель старіння мозку, запропонована Cacioppo et al. (2011) показує, що позитивний ефект у пам'яті виникає внаслідок вікової нейронної дегенерації в мигдалині, що призводить до ослаблення емоційних реакцій на негативні подразники. На додаток до цих теоретичних альтернатив, кільком дослідникам не вдалося спостерігати вікові позитивні ефекти. Літератури зараз достатньо багато, а методології досить різноманітні, щоб концептуальні альтернативи та емпіричні висновки — особливо ті, які не виявили позитивності — можна було досліджувати таким чином, щоб прояснити природу та джерело цих інтригуючих вікових відмінностей.
Мотиваційна перспектива SST дає чіткі та перевірені прогнози щодо умов, за яких позитивний ефект має з'явитися, а коли — ні. Як зазначалося вище, ефект позитивності теоретично показує контрольоване пізнання, керується активованими цілями і є адаптивним та орієнтованим на добробуту. Таким чином, ефект повинен бути найочевиднішим, коли люди мають достатні когнітивні ресурси для спрямування уваги, коли обробка відбувається під свідомим (на відміну від автоматичного) контролем, коли індивід може переслідувати певні цілі без зовнішнього втручання. І навпаки, ефект не повинен з'являтися, коли когнітивні ресурси обмежені, коли обробка інформації відбувається автоматично, коли контексти нав'язують конкретні для ситуації цілі і коли пріоритетність регулювання емоцій має значні ризики.

## Контрольована обробка чи когнітивне зниження?
Відповідно до мотиваційної точки зору, запропонованої SST, позитивний ефект випливає з вікових змін у пріоритетах цілей, які підвищують помітність емоційно приємної інформації в увазі та пам'яті. Оскільки когнітивні ресурси необхідні для того, щоб спрямувати обробку інформації до стимулів, що відповідають цілям, і від менш релевантних стимулів (Mather, 2006), позитивний ефект буде найочевиднішим у людей з відносно хорошим когнітивним контролем. Цей постулат чітко відрізняє SST від пояснень, що ґрунтуються на погіршенні когнітивних функцій. Виходячи з останніх позицій, якби перевагу віддавали позитивному матеріалу, через те, що негативний матеріал важко обробляти, люди з низьким рівнем когнітивного контролю віддавали б найбільшу перевагу позитивному матеріалу. Мазер і Найт (2005) провели два дослідження, щоб вивчити роль когнітивного контролю в ефекті  позитивності. У першому дослідженні учасникам старшого та молодшого віку було запропоновано переглянути серію емоційно викликаних і нейтральних фотографій. Після 20-хвилинної затримки учасникам було проведено випадковий тест на запам'ятовування. У порівнянні з молодшими учасниками, старші учасники згадали більшу частку позитивних образів і меншу частку негативних образів. У подальшому аналізі дослідники досліджували індивідуальні відмінності як функцію когнітивного контролю і виявили, що позитивний ефект був найбільш очевидним в учасників з високим рівнем когнітивного контролю. У наступному дослідженні старших і молодших учасників попросили переглянути ті самі зображення з першого дослідження, коли вони спостерігали та виявляли зміни в послідовності звуків. У цій парадигмі подвійного завдання старші люди згадали більшу частину негативних образів і менше позитивних образів у порівнянні з молодшими. Іншими словами, коли когнітивні ресурси були експериментально спрямовані, перевага позитивної інформації над негативною була змінена. Використовуючи те саме завдання з розділеною увагою, Найт та ін. (2007) виявили подібні ефекти у зоровій увазі. Коли увага була розділена (тобто, учасники виконували завдання на визначення тону під час перегляду експериментальних матеріалів), старші люди витрачали більше часу, ніж молодші, переглядаючи негативні, ніж позитивні зображення та обличчя. Навпаки, коли попросили просто переглянути зображення, літні люди більше звертали увагу на позитивні, ніж на негативні подразники. Молодші дорослі показали протилежну картину. Ці результати показують, що позитивні ефекти залежать від наявності когнітивних ресурсів. Позитивність очевидна, коли ресурси відносно рясні та нерозділені, але відсутня, коли ресурси відносно мізерні або розділені.
Критична роль когнітивних ресурсів у позитивному ефекті додатково підкреслюється дослідженнями, в яких порівнюється емоційна пам'ять здорових молодих і літніх людей із літніми людьми, які страждають на хворобу Альцгеймера (AD; Fleming et al., 2003). Коли всі три групи попросили пригадати списки позитивних, негативних і нейтральних слів, пацієнти з хворобою Альцгеймера запам'ятали більшу частку негативних слів у порівнянні з позитивними в порівнянні з обома контрольними групами. У поєднанні з висновками Mather and Knight (2005) спостережувані моделі виключають когнітивне зниження як основну причину позитивності. Мало того, що люди з низьким рівнем когнітивних резервів виявляють найменший позитив, вони іноді віддають перевагу негативній інформації.
Пояснення ефекту позитивності, засноване на мотивації та деградації, відрізняються не лише акцентом на когнітивних ресурсах, а й передбаченнями щодо автоматичності та тимчасової ознаки позитивності. Розрахунки на основі когнітивного зниження та нейронної деградації базуються на припущеннях, що позитивність виникає внаслідок автоматичних процесів, пов'язаних з оптимізацією афекту (Wurm, 2011) або дисфункцією мигдалини (Cacioppo et al., 2011), відповідно. Навпаки, мотиваційний облік приписує позитивність більш контрольованим зміщенням ресурсів уваги.  Автоматичні облік передбачає негайне виокремлення ознаки позитивності, тоді як SST прогнозує дещо відстрочений початок. Існуючі висновки підтверджують останню точку зору. Часовий хід переваг уваги до пар облич (в яких одне емоційне, а інше нейтральне) вказує на відстрочений початок позитиву, що відповідає навмисному перерозподілу ресурсів. В останньому дослідженні, в якому використовувалося стеження за очима, щоб розпізнати точну часову шкалу моделей погляду, перевага літніх людей до позитивних стимулів з'явилася відносно пізно після появи стимулу. Відволікання уваги від негативних облич відбувалося ще повільніше (3 с). У той час як автоматичний облік позитивного ефекту буде пов'язаний зі швидким початком вибіркової уваги, результати свідчать про те, що рання увага літніх людей, тобто протягом 500 мс від початку стимулу, насправді відхиляється від негативних облич, і що їх фіксація зміщується в бік позитивних і віддаленість від негативних облич з часом зростає. Додаткові докази відстроченого настання позитивності повідомили Williams et al. (2006). Вони використовували парадигму потенціалу, пов'язаного з подіями (ERP), щоб відстежувати тимчасову модель нервових реакцій, коли люди розглядали емоційні обличчя. Як і в дослідженні (Isaacowitz et al., 2009a). Williams et al. не спостерігали позитивного ефекту при швидкій обробці емоційно виражених стимулів. Навпаки, вік був пов'язаний зі зниженням активації медіальної префронтальної кори протягом 150 мс після перегляду щасливих облич. Проте активація зросла пізніше (180—450 мс після початку) при обробці наляканих облич. Ця модель свідчить про те, що лише реакція на страшні обличчя регулюється знижено.
Відсутність позитивності для відносно автоматичної обробки також очевидна в пам'яті для слів, що збуджують і не збуджують (Kensinger, 2008). Кенсінгер представив списки слів, які систематично змінюються як за валентністю, так і за збудженням, і згодом перевірив випадкову пам'ять. Хоча позитивний ефект спостерігався в пам'яті для слів, що не збуджують емоційно валентних слів, старші та молодші дорослі демонстрували еквівалентне запам'ятовування позитивних і негативних слів, які, здається, обробляються більш автоматично, ніж слова, що не збуджують (для прикладу, див. Kensinger, 2004). Разом результати цих досліджень свідчать про те, що позитивність відсутня на початку обробки й з'являється на більш контрольованих етапах обробки інформації.
Нещодавні дані, засновані на нейровізуалізації, також підтверджують мотиваційні дані та говорять проти нейронної деградації. Справді, моделі активації в префронтальних областях, пов'язані з регуляцією емоцій, є паралельними з поведінковими висновками, які обговорювалися вище: люди старшого віку та молодші залучають медіальні префронтальні області (наприклад, передню поясну частину), які більшою мірою беруть участь у регуляції емоцій при обробці негативних і позитивних зображень (Williams et al., 2006; Leclerc and Kensinger, 2011), що свідчить про те, що вони активно пригнічують афективні реакції на негативні, але не позитивні стимули. У дослідженні Ebner et al. (2012), літні люди продемонстрували більшу активацію, ніж молодші дорослі, у субрегіонах дорзомедіальної префронтальної кори (наприклад, передня поясна і медіальна лобова звивина) під час обробки розлючених і щасливих облич.
У той час як префронтальні області залучаються більше для негативних, ніж позитивних стимулів з віком, активація в підкіркових нервових областях, пов'язаних з емоційною обробкою (наприклад, мигдалини), відбувається за протилежною взаємодією від віку до валентності. У основоположному дослідженні Mather et al. (2004), літні люди демонстрували більшу активацію мигдалини під час відвідування та оцінювання позитивних зображень у порівнянні з негативними, тоді як активація мигдалини у молодих людей була еквівалентною валентністю зображення. Leclerc і Kensinger (2011) повторили цей ефект: молодші дорослі показали більшу активацію мигдалини у відповідь на негативні та позитивні зображення. Дослідник Сент-Жак  (2010) стверджуює, що різні моделі нейронної активації, що спостерігаються в префронтальних і підкіркових областях, є взаємодоповнювальними. Він припустили, що підвищена мотивація регулювати емоції змушує літніх людей активно залучати префронтальну кору (PFC) інакше, ніж молоді, що, у свою чергу, призводить до розбіжних моделей активації мигдалини. Відповідно до цієї інтерпретації, дослідники знайшли докази більшого функціонального зв'язку між передньою поясною корою і правою мигдалиною у старших і молодших людей під час перегляду та оцінювання емоційно помітних зображень. В додаток до уваги та пам'яті, позитивні ефекти спостерігалися в нейронних областях, які беруть участь у випереджувальній винагороді. У той час як старші та молодші дорослі демонструють подібний рівень активності, коли очікують винагороди, лише молодші дорослі демонструють підвищену активність мозку, коли передбачають втрати (Samanez-Larkin et al., 2007).
Вікові відмінності в нейронному залученні під час обробки позитивної та негативної інформації також спостерігалися на рівні активності всього мозку, на що вказують мозкові хвилі пізнього позитивного потенціалу (LPP). Форма хвилі LPP, яка досягає піку через кілька сотень мілісекунд після початку стимулу (наприклад, від 400 до 900 мс у дослідженні Kisley et al., 2007), відстежує релевантність стимулів (Schupp et al., 2000) і розподіл ресурсів уваги (Hajcak et al., 2006). Кіслі та ін. (2007) дослідження LPP що містило дорослу вибірку та в якому учасники переглядали та класифікували серію зображень що викликають емоції. Результати вказують на систематичну взаємодію віку за валентністю в амплітуді LPP, що узгоджується з позитивним ефектом: тоді як амплітуда LPP не відрізнялася за віком у відповідь на перегляд позитивних зображень, амплітуда LPP, викликана негативними зображеннями, була обернено пов'язана з віком, що вказує на те, що люди похилого віку витрачають менше нейрокогнітивних ресурсів на обробку негативних стимулів.
Виходячи з моделі старіння мозку Cacioppo (2011), позитивний ефект виникатиме внаслідок пригнічених емоційних реакцій на негативні (але не позитивні) стимули, викликані селективною нейронною дегенерацією в мигдалині. Однак результати досліджень, розглянуті вище, свідчать про те, що вікові відмінності з'являються як у негативній, так і в позитивній реактивності, а також у підкіркових і префронтальних областях. Враховуючи загальні ділянки мозку для обробки негативних і позитивних подразників, можна було б очікувати послабленої реактивності на негативні та позитивні стимули. Більш того, взаємодія віку за валентністю при активації PFC припускає вибірковий контроль негативного та позитивного. Зокрема, літні люди витрачають більше нейрокогнітивних ресурсів на обробку позитивних стимулів і пригнічення емоційних реакцій на негативну інформацію. Таким чином, разом узяті, моделі префронтальної та підкіркової нервової активності забезпечують додаткову підтримку обробки стимулів зверху вниз.